# Lijst van voetbalinterlands Jordanië - Wit-Rusland
Deze lijst van voetbalinterlands is een overzicht van alle officiële voetbalwedstrijden tussen de nationale teams van Jordanië en Wit-Rusland. De landen speelden tot op heden twee keer tegen elkaar. De eerste ontmoeting, een vriendschappelijke wedstrijd, werd gespeeld op 21 maart 2013 in Amman. Het laatste duel, eveneens een vriendschappelijke wedstrijd, vond plaats in Minsk op 16 november 2021.

## Wedstrijden
| № | Plaats | Datum            | Competitie        | Wedstrijd              | Uitslag |
| - | ------ | ---------------- | ----------------- | ---------------------- | ------- |
| 1 | Amman  | 21 maart 2013    | Vriendschappelijk | Jordanië – Wit-Rusland | 1 – 0   |
| 2 | Minsk  | 16 november 2021 | Vriendschappelijk | Wit-Rusland − Jordanië | 1 − 0   |

## Samenvatting
| Competitie        | Totaal gespeeld | Winst Jordanië | Gelijk | Winst Wit-Rusland | Doelsaldo Jordanië – Wit-Rusland |
| ----------------- | --------------- | -------------- | ------ | ----------------- | -------------------------------- |
| Vriendschappelijk | 2               | 1              | 0      | 1                 | 1 − 1                            |
| Totaal            | 2               | 1              | 0      | 1                 | 1 − 1                            |

JFA · A-internationals · Bondscoaches · Selecties · Jordaans vrouwenelftal · Olympisch elftal · Jordanië U20 · Jordanië U19 · Jordanië U18 · Jordanië U17
1953 – 1969 · 
1970 – 1979 · 
1980 – 1989 · 
1990 – 1999 · 
2000 – 2009 · 
2010 – 2019 ·
2020 − 2029
1953 · 
1954 · 1955 · 1956 · 
1957 · 
1958 · 1959 · 1960 · 1961 · 1962 · 
1963 · 
1964 · 
1965 · 
1966 · 
1967 · 1967 · 1969 · 1970 · 
1971 · 
1972 · 1973 · 
1974 · 
1975 · 
1976 · 
1977 · 1978 · 1979 · 1980 · 
1981 · 
1982 · 
1983 · 
1984 · 
1985 · 
1986 · 
1987 · 
1988 · 
1989 · 
1990 · 
1991 · 
1992 · 
1993 · 
1994 · 1995 · 
1996 · 
1997 · 
1998 · 
1999 · 
2000 · 
2001 · 
2002 · 
2003 · 
2004 · 
2005 · 
2006 · 
2007 · 
2008 · 
2009 · 
2010 · 
2011 · 
2012 · 
2013 · 
2014 ·
2015 ·
2016 ·
2017 ·
2018 ·
2019 ·
2020 ·
2021 ·
2022 ·
2023
Afghanistan ·
Albanië ·
Algerije ·
Armenië ·
Australië ·
Azerbeidzjan ·
Bahrein ·
Bangladesh ·
Bosnië en Herzegovina ·
Bulgarije ·
Cambodja ·
China ·
Colombia ·
Cyprus ·
Ecuador ·
Egypte ·
Estland ·
Filipijnen ·
Finland ·
Georgië ·
Haïti ·
Hongarije ·
Hongkong ·
India ·
Indonesië ·
Irak ·
Iran ·
Ivoorkust ·
Jamaica ·
Japan ·
Jemen ·
Kazachstan ·
Kenia ·
Kirgizië ·
Koeweit ·
Kosovo ·
Kroatië ·
Laos ·
Libanon ·
Libië ·
Litouwen ·
Maleisië ·
Malta ·
Marokko ·
Mauritanië ·
Moldavië ·
Nepal ·
Nieuw-Zeeland ·
Nigeria ·
Noord-Korea ·
Noorwegen ·
Oezbekistan ·
Oman ·
Pakistan ·
Palestina ·
Paraguay ·
Qatar ·
Saoedi-Arabië ·
Servië ·
Sierra Leone ·
Singapore ·
Slowakije ·
Soedan ·
Spanje ·
Sri Lanka ·
Syrië ·
Tadzjikistan ·
Taiwan ·
Thailand ·
Trinidad en Tobago ·
Tsjaad ·
Tunesië ·
Turkmenistan ·
Uruguay ·
Verenigde Arabische Emiraten ·
Vietnam ·
Wit-Rusland · 
Zambia ·
Zimbabwe ·
Zuid-Jemen ·
Zuid-Korea ·
Zuid-Soedan ·
Zweden
BFF · A-internationals · Bondscoaches · Statistieken · Wit-Russisch vrouwenelftal · Olympisch elftal · W-Rusland U21 · W-Rusland U19 · W-Rusland U18 · W-Rusland U17 · W-Rusland U16
1990 – 1999 · 
2000 – 2009 · 
2010 – 2019 ·
2020 − 2029
1992 · 
1993 · 
1994 · 
1995 · 
1996 · 
1997 · 
1998 · 
1999 · 
2000 · 
2001 · 
2002 · 
2003 · 
2004 · 
2005 · 
2006 · 
2007 · 
2008 · 
2009 · 
2010 · 
2011 · 
2012 · 
2013 ·
2014 ·
2015 ·
2016 ·
2017 ·
2018 ·
2019 ·
2020 ·
2021 ·
2022 ·
2023
Albanië · 
Andorra · 
Argentinië · 
Armenië · 
Azerbeidzjan · 
Bahrein ·
België ·
Bosnië en Herzegovina · 
Bulgarije · 
Canada · 
Cyprus · 
Denemarken · 
Duitsland · 
Ecuador · 
Egypte · 
Engeland · 
Estland · 
Finland · 
Frankrijk · 
Gabon ·
Georgië · 
Griekenland · 
Hongarije · 
Honduras · 
Ierland ·
IJsland · 
India ·
Iran · 
Israël · 
Italië ·
Japan ·
Jordanië · 
Kazachstan ·
Kirgizië · 
Kosovo ·
Kroatië · 
Letland · 
Libië · 
Liechtenstein ·
Litouwen · 
Luxemburg · 
Malta · 
Mexico ·
Moldavië · 
Montenegro · 
Nederland · 
Nieuw-Zeeland ·
Noord-Ierland ·
Noord-Macedonië ·  
Noorwegen · 
Oekraïne · 
Oezbekistan · 
Oman · 
Oostenrijk · 
Peru · 
Polen · 
Roemenië · 
Rusland · 
San Marino · 
Saoedi-Arabië · 
Schotland · 
Slovenië · 
Slowakije · 
Spanje ·
Syrië ·
Tadzjikistan · 
Tsjechië · 
Tunesië · 
Turkije · 
Verenigde Arabische Emiraten · 
Wales · 
Zuid-Korea · 
Zweden · 
Zwitserland